# Anne Sellies
Anne Sellies (Zutphen, 16 juni 2000) is een Nederlands voormalig voetbalspeelster die als aanvaller van 2020 tot 2024 uitkwam voor ADO Den Haag in de Vrouwen Eredivisie.

## Clubcarrière
Sellies werd geboren in Zutphen, maar begon met voetballen op haar achtste in Maputo, Mozambique. Hier woonde ze toen haar moeder werkte op een Nederlandse ambassade in het Afrikaanse land. Later combineerde ze voetballen met studeren aan de Internationale Amerikaanse School in Maputo. Op twaalfjarige leeftijd keerde Sellies terug naar Nederland waar ze voor Ter Leede ging voetballen. Een kruisbandblessure gooide roet in het eten voor een overstap naar CTO Amsterdam. Vervolgens ging Sellies naar de beloften van ADO Den Haag, waarvoor ze op 21 februari 2020 haar debuut maakte in de Vrouwen Eredivisie. Ze maakte in diezelfde wedstrijd ook gelijk haar eerste doelpunt voor de Hagenezen. In mei 2020 tekende ze haar eerste contract voor ADO Den Haag. In 2022 verlengde Sellies, ondanks dat ze kampte met een knieblessure, haar contract met een jaar. In 2023 besluit ADO Den Haag het aflopende contract van Sellies niet te verlengen, waarna ze afscheid nam van zowel de Haagse club als het profvoetbal.

## Statistieken
| Seizoen | Club         | Land      | Competitie         | Wedstrijden | Doelpunten |
| ------- | ------------ | --------- | ------------------ | ----------- | ---------- |
| 2019/20 | ADO Den Haag | Nederland | Eredivisie         | 0           | 0          |
| 2020/21 | ADO Den Haag | Nederland | Eredivisie         | 17          | 1          |
| 2021/22 | ADO Den Haag | Nederland | Vrouwen Eredivisie | 9           | 1          |
| 2022/23 | ADO Den Haag | Nederland | Vrouwen Eredivisie | 0           | 0          |
| Totaal  | Totaal       | Totaal    | Totaal             | 17          | 1          |

Laatste update: 17 oktober 2024